# Emmy Biberg
Emmy Mathilda Biberg, född 13 september 1876 i Stockholm, död 1962, var en svensk bokkonstnär, målare och tecknare.
Hon var dotter till grosshandlaren Erik Villhehad Biberg och Emelie Mathilda Andersson och från 1911 gift med ingenjören Nils Olof Söderlund. Biberg studerade vid Tekniska skolan i Stockholm där hon genomgick både den lägre och den högre avdelningen. När hon tilldelades ett stipendium från Kommerskollegium for hon på en längre tids studieresa till England, Nederländerna, Belgien, Tyskland, Danmark och Frankrike. Strax efter sekelskiftet arbetade hon tre år vid Zachriska tryckeriet i Göteborg. Hon var därefter anställd vid Centraltryckeriet i Stockholm 1904–1911 men i samband med sitt giftermål sa hon upp sig och bosatte sig tillsammans med sin man i London och bodde kvar där till andra världskrigets utbrott. Biberg var huvudsakligen verksam som bokkonstnär bland annat formgav och illustrerade lotteriupplagan av Strindbergs Mäster Olof, Skådespel i fem akter som trycktes i 100 numrerade exemplar 1909. Hon utförde även vinjetter och bokomslag för Svenska turistföreningens årsböcker 1904–1911. I sitt eget skapande målade hon blomster och fruktmotiv i akvarell.